# رنکن

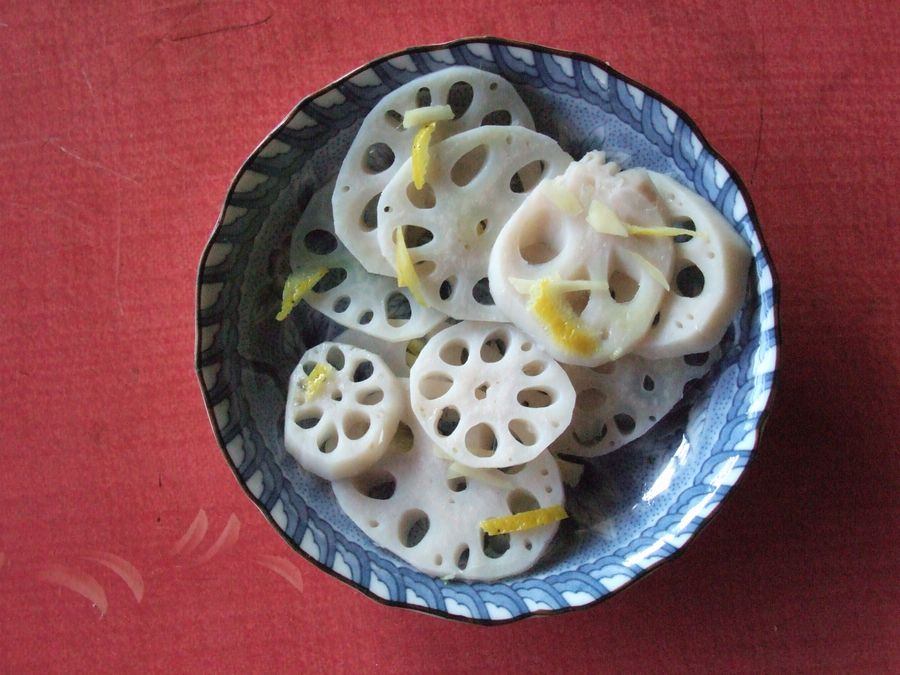
رِنکُن برش داده شده

رِنکُن (به ژاپنی: 蓮根 Renkon) یا (به انگلیسی: Lotus root) ریشهٔ خوراکی لاله مردابی است. در درون این ریشه چندین سوراخ به درازای ریشه وجود دارد. رِنکُن در آشپزی ژاپنی به‌ویژه در غذاهای مخصوص سال نو بسیار مصرف می‌شود. این گیاه از نظر داشتن ویتامین سی و نشاسته غنی است. پوست نوع مرغوب آن به رنگ کرم است و بهتر است از خوردن رنکنی که پوست آن کاملاً به رنگ سفید است پرهیز شود. برای نگهداری آن دور آن با روکش نازک پلاستیک کاملاً بسته شود. رنکن در غذاهایی مانند کین‌پیرا و تمپورا بکار می‌رود.